# New Stars F.C.
New Stars FC là một câu lạc bộ bóng đá Palau thành lập năm 2012, thi đấu ở Giải bóng đá vô địch quốc gia Palau, giải bóng đá cấp độ cao nhất ở Palau, tại Mùa giải Mùa thu 2012.,

## Đội hình hiện tại
Ghi chú: Quốc kỳ chỉ đội tuyển quốc gia được xác định rõ trong điều lệ tư cách FIFA. Các cầu thủ có thể giữ hơn một quốc tịch ngoài FIFA.
| Số | VT | Quốc gia | Cầu thủ          |
| -- | -- | -------- | ---------------- |
| 1  | TM | Hoa Kỳ   | Michael Lund     |
| 2  |    | Palau    | Meskit Idochong  |
| 3  |    | Hoa Kỳ   | Carlos Turcios   |
| 4  |    | Hoa Kỳ   | Michael Mccarthy |
| 5  |    | Palau    | Robert Bishop    |
| 6  |    | Fiji     | Malakai Bitu     |
| 7  |    | Palau    | Uchel Tmechtul   |

| Số | VT | Quốc gia    | Cầu thủ           |
| -- | -- | ----------- | ----------------- |
| 8  |    | Kenya       | Nasa              |
| 9  |    | Palau       | Mac Sasao         |
| 10 |    | Hoa Kỳ      | Brandon Cameron   |
| 11 |    | Hoa Kỳ      | Ryan Neal         |
| 12 |    | Hoa Kỳ      | Katy La court     |
| 13 |    | Philippines | Sib Reyes         |
| 15 |    | Hoa Kỳ      | David Chaiprakorb |